# Melvine Malard
Pour les articles homonymes, voir Malard (homonymie).
Melvine Malard, née le 28 juin 2000 à Saint-Denis à La Réunion, est une footballeuse internationale française évoluant au poste d'attaquante à Manchester United.

## Biographie

### Carrière en club
Melvine Malard joue jusqu'en 2014 au club réunionnais Saint-Denis FC puis rejoint l’hexagone et le centre de formation de l'Olympique lyonnais. Elle signe son premier contrat professionnel en juillet 2017 et fait ses débuts en championnat lors de la saison 2018-2019.
Afin d'acquérir du temps de jeu, Malard est prêtée pour la saison 2019-2020 au FC Fleury 91.
Au début de la saison 2020-2021, elle revient à l'Olympique Lyonnais, malgré la concurrence féroce à son poste. Les blessures d'Ada Hegerberg et d'Eugénie Le Sommer lui donnent pourtant du temps de jeu, en rotation avec Nikita Parris. Le 9 décembre 2020, elle ouvre son compteur avec Lyon en inscrivant son premier but en Ligue des Champions en 16es de finale face à la Juventus Turin, avant d'offrir une passe décisive à Saki Kumagai pour arracher la victoire.
En 2023, alors qu'elle manque de temps de jeu à Lyon, elle est prêtée à Manchester United. Elle inscrit le premier but de l'histoire des Red Devils en Ligue des champions le 10 octobre 2023 face au PSG. En 2024, elle gagne la coupe d'Angleterre contre Tottenham devant 76 000 supporters,.

### Carrière en sélection
Elle compte dix sélections et cinq buts avec l'équipe de France des moins de 16 ans en 2016, neuf sélections avec l'équipe de France des moins de 17 ans entre 2016 et 2017 (avec douze buts marqués), dont trois matchs et deux buts en phase finale du championnat d'Europe des moins de 17 ans 2017.
Elle compte également 17 sélections et douze buts en équipe de France des moins de 19 ans depuis 2018, dont cinq matchs et quatre buts en phase finale du championnat d'Europe des moins de 19 ans 2019 remportée par les Bleuettes dont elle finit meilleure buteuse. Elle a également dix sélections et un but en équipe de France des moins de 20 ans de 2017 à 2018, participant à la Coupe du monde des moins de 20 ans 2018 organisée en France, où les Bleuettes terminent troisièmes.
Elle connaît sa première sélection en équipe de France le 18 septembre 2020 contre la Serbie lors des éliminatoires de l'Euro 2022, et sa première titularisation quatre jours plus tard face à la Macédoine du Nord.
Elle fait partie des 23 sélectionnées pour disputer le Championnat d'Europe 2022 en Angleterre. Elle marque contre l'Islande au bout de 43 minutes de jeu et devient la plus jeune buteuse de la compétition.
Elle n'est pas sélectionnée pour la Coupe du Monde 2023.
Le 5 juin 2025, elle figure dans la liste des 23 joueuses retenues par Laurent Bonadei pour disputer le Championnat d'Europe en Suisse.

## Statistiques
| Saison                | Club                  | Championnat           | Championnat | Championnat | Championnat | Coupe(s) nationale(s) | Coupe(s) nationale(s) | Coupe(s) nationale(s) | Compétition(s) continentale(s) | Compétition(s) continentale(s) | Compétition(s) continentale(s) | Compétition(s) continentale(s) | France | France | France | Total | Total | Total |
| Saison                | Club                  | Division              | M.          | B.          | P.d.        | M.                    | B.                    | P.d.                  | Comp.                          | M.                             | B.                             | P.d.                           | M.     | B.     | P.d.   | M.    | B.    | P.d.  |
| 2017-2018             | Olympique lyonnais    | D1                    | 0           | 0           | 0           | 0                     | 0                     | -                     | WCL                            | 1                              | 0                              | 0                              | -      | -      | -      | 1     | 0     | 0     |
| 2018-2019             | Olympique lyonnais    | D1                    | 2           | 0           | 0           | 1                     | 0                     | -                     | WCL                            | 1                              | 0                              | 0                              | -      | -      | -      | 4     | 0     | 0     |
| Sous-total            | Sous-total            | Sous-total            | 2           | 0           | 0           | 1                     | 0                     | -                     | -                              | 2                              | 0                              | 0                              | -      | -      | -      | 5     | 0     | 0     |
| 2019-2020             | FC Fleury (prêt)      | D1                    | 10          | 3           | 1           | 1                     | 0                     | -                     | WCL                            | -                              | -                              | -                              | -      | -      | -      | 11    | 3     | 1     |
| Sous-total            | Sous-total            | Sous-total            | 10          | 3           | 1           | 1                     | 0                     | -                     | -                              | -                              | -                              | -                              | -      | -      | -      | 11    | 3     | 1     |
| 2019-2020             | Olympique lyonnais    | D1                    | -           | -           | -           | -                     | -                     | -                     | WCL                            | 1                              | 0                              | -                              | -      | -      | -      | 1     | 0     | 0     |
| 2020-2021             | Olympique lyonnais    | D1                    | 13          | 0           | 1           | 0                     | 0                     | -                     | WCL                            | 4                              | 4                              | 1                              | 4      | 0      | 0      | 21    | 4     | 2     |
| 2020-2021             | Olympique lyonnais    | D1                    | 12          | 8           | 1           | 2                     | 0                     | -                     | WCL                            | 8                              | 3                              | 0                              | 4      | 2      | 0      | 26    | 13    | 1     |
| Sous-total            | Sous-total            | Sous-total            | 25          | 8           | 1           | 2                     | 0                     | -                     | -                              | 13                             | 7                              | 1                              | 8      | 2      | 0      | 48    | 17    | 2     |
| Total sur la carrière | Total sur la carrière | Total sur la carrière | 37          | 11          | 2           | 4                     | 0                     | -                     | -                              | 15                             | 7                              | 1                              | 8      | 2      | 0      | 64    | 20    | 3     |

## Palmarès

### En club
Olympique lyonnais:
- Ligue des champions (4)
  - Vainqueur : 2018, 2019, 2020, 2022
- Championnat de France (3)
  - Championne : 2019, 2022, 2023
- Coupe de France (2)
  - Vainqueur : 2019, 2023
- Trophée des championnes (1)
  - Vainqueur : 2023

 Manchester United
- Coupe d'Angleterre (1)
  - Vainqueur : 2024
  - Finaliste : 2025

### En sélection
France -19 ans
- Euro -19 ans (1)
  - Vainqueur : 2019

### Individuel
- Médaille Fédération française de football des légendaires en 2020[13]
- Meilleure buteuse de l'Euro des moins de 19 ans 2019